# امانگال
امانگال (به انگلیسی: Amangal) یک منطقهٔ مسکونی در هند است که در آندرا پرادش واقع شده‌است.

## خصوصیات
امانگال ۱۸٬۰۰۰ نفر جمعیت دارد.